# Abaja laht
Abaja laht (von estnisch laht ‚Bucht‘) ist eine Bucht in der Landgemeinde Saaremaa im Kreis Saare auf der größten estnischen Insel Saaremaa. Sie bildet die Lücke zwischen der Halbinsel Papissaare poolsaar und dem Hauptland der Insel Saaremaa. In der 105 Hektar großen Bucht liegen die Inseln Vassiklaid, Kadakalaiu kuiv, Süllanina kuiv und zwei namenlose Inseln, die allesamt im Nationalpark Vilsandi liegen. Die Nachbarbucht heißt Kiirassaare laht.